# Rapala beluta
Rapala beluta är en fjärilsart som beskrevs av Hans Fruhstorfer 1912. Rapala beluta ingår i släktet Rapala och familjen juvelvingar. Inga underarter finns listade.